# Dunlop Peak
Dunlop Peak är en bergstopp i Antarktis. Den ligger i Östantarktis. Australien gör anspråk på området. Toppen på Dunlop Peak är 1 254 meter över havet.
Terrängen runt Dunlop Peak är huvudsakligen lite kuperad. Trakten är obefolkad. Det finns inga samhällen i närheten. 